# مقاطعة سيروان
مقاطعة سيروان (بالفارسية: شهرستان سیروان) هي إحدى مقاطعات محافظة إيلام في إيران. عاصمة المقاطعة هي لومار. حسب تعداد 2006، بلغ عدد السكان 17,197 نسمة.